# Sous-district de Jaffa

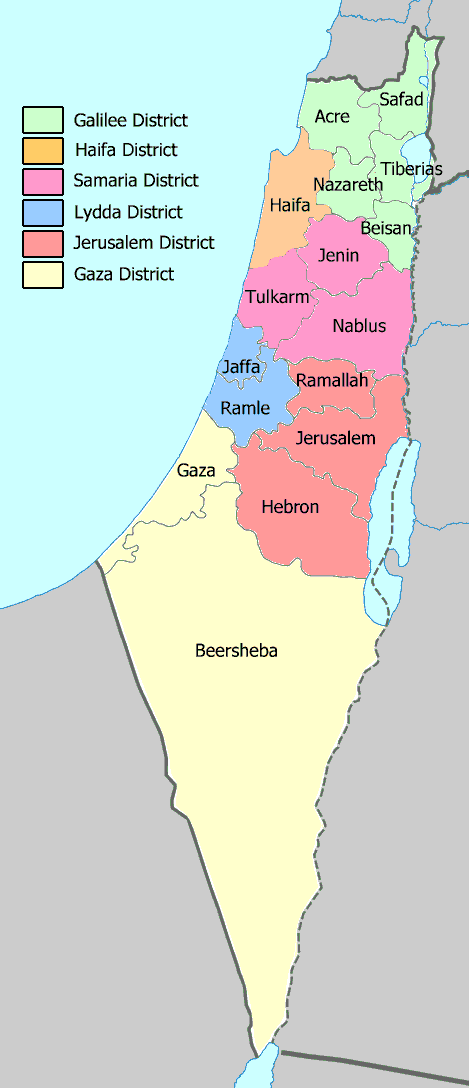
Les districts et sous-districts de la Palestine mandataire en 1945.

Le sous-district de Jaffa (arabe : قضاء يافا ; hébreu : נפת יפו) était un sous-district de Palestine mandataire comprenant le chef-lieu Jaffa et ses alentours. Il disparaît après la guerre israélo-arabe de 1948-1949.

## Villes et villages dépeuplés
(localités actuelles entre parenthèses)
| - al-'Abbasiyya - Abu Kishk - Bayt Dajan - Biyar 'Adas - Fajja - al-Haram - Ijlil al-Qibliyya - Ijlil al-Shamaliyya | - al-Jammasin al-Gharbi - al-Jammasin al-Sharqi - Jarisha - Kafr 'Ana - al-Khayriyya - al-Mas'udiyya - al-Mirr - al-Muwaylih | - Rantiya - al-Safiriyya - Salama - Saqiya - al-Sawalima - al-Shaykh Muwannis - Yazour |